# 1634 w sztukach plastycznych
Wydarzenia w sztukach plastycznych i wizualnych w 1634 roku.

## Malarstwo

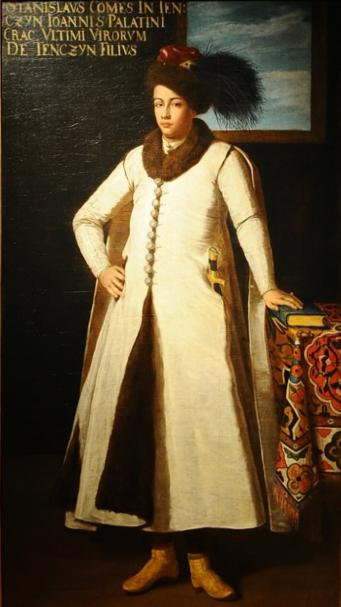
Tomasz Dolabella Portret Stanisława Tęczyńskiego

- Tomasz Dolabella

Portret Stanisława Tęczyńskiego (przed 1634, przypisywany) olej na płótnie, 195x108 cm